# Schmerzhafte Mutter (Icker)

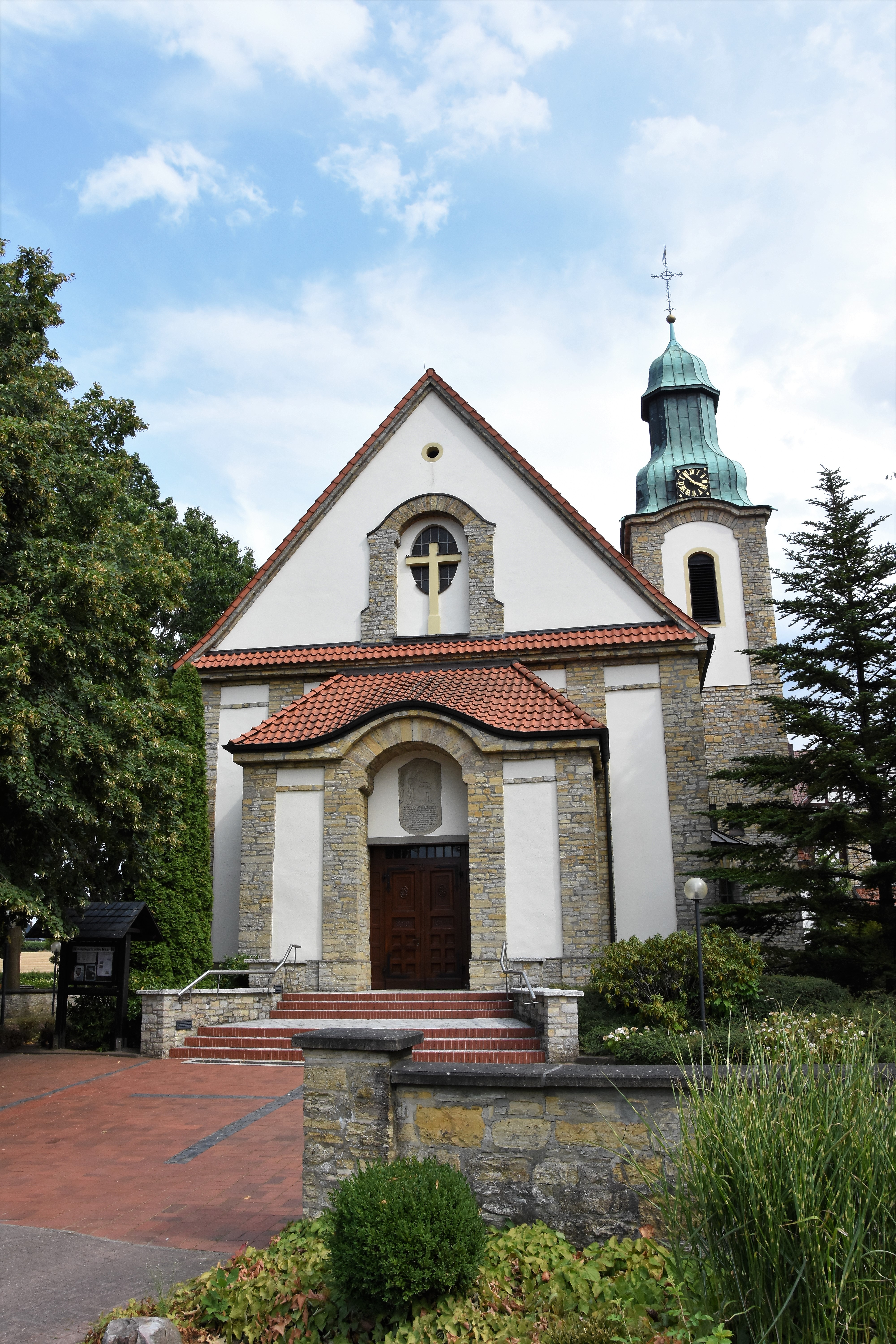
Schmerzhafte Mutter

Die römisch-katholische Pfarrkirche Schmerzhafte Mutter steht im Ortsteil Icker der Gemeinde Belm im Landkreis Osnabrück in Niedersachsen. Die Kirchengemeinde gehört zur Pfarreiengemeinschaft Belm im Dekanat Osnabrück-Nord des Bistums Osnabrück.

## Beschreibung
Anstelle einer 1641 gebauten und 1674 restaurierten barocken Kapelle wurde 1922/23 eine neobarocke Saalkirche errichtet. An das Kirchenschiff schließt sich im Osten ein eingezogener Chor mit dreiseitigem Abschluss an. Am südöstlichen Ende des Kirchenschiffs steht der Glockenturm, in dem die für die Kapelle 1684 gegossene Kirchenglocke aus Bronze hängt. Sie musste zwar im Zweiten Weltkrieg abgegeben werden, kehrte jedoch im Juni 1949 unbeschädigt zurück. Die größere Stahlglocke, die im Jahre 1922 in einer Glockengießerei in Apolda gegossen wurde, konnte in der Kirche verbleiben. In der Ecke zwischen Turm und Chor befindet sich die Sakristei. Das Portal in der westlichen Fassade, dessen Giebel ein Kreuz vor einem Ochsenauge ziert, wird über eine Freitreppe erreicht. Über der Eingangstür befindet sich ein Relief aus der alten Kapelle. Die Bilder des Kreuzweges stammen ebenfalls aus der alten Kapelle.
Das Altarretabel, das im 17. Jahrhundert aus zwei Altären für die Kapelle zusammengebaut wurde, ist über der Predella im heutigen, zweigeschossigen Hochaltar integriert. Die Orgel mit 13 Registern, zwei Manualen und einem Pedal wurde 1980 von der Orgelbau Kreienbrink gebaut und von ihr 1995 restauriert.